# Olivia (Film)
Olivia ist ein französischer Film aus dem Jahr 1951. Er handelt von der Direktorin eines Mädchenpensionats, die sich zu einer neuen, britischen Schülerin hingezogen fühlt, womit sie die Eifersucht einer Kollegin auf sich zieht. Die Produktion ist eine Verfilmung des gleichnamigen Romans der britischen Schriftstellerin Dorothy Bussy aus dem Jahr 1949. Olivia gilt als einer der ersten modernen französischen Spielfilme, die sich mit dem Thema lesbische Liebe beschäftigten, zudem war die Regisseurin Jacqueline Audry zur damaligen Zeit eine der wenigen bekannten Filmemacherinnen in Frankreich.
In Frankreich wurde der Film am 27. April 1951 in den Kinos veröffentlicht. Im Oktober 2018 restaurierte das Centre national du cinéma et de l’image animée die Produktion, die daraufhin beim Lumière Film Festival in Lyon zu sehen war und im Dezember erneut in die Kinos kam. Am 8. April 2020 feierte der Film in der restaurierten Version in der Online-Mediathek von Arte seine deutsche Premiere.

## Handlung
Gegen Ende des 19. Jahrhunderts wird die britische Jugendliche Olivia auf das Mädchenpensionat Les Avons in Frankreich geschickt. Sie fühlt sich dort bald wohl, da die Einrichtung liberaler als das Internat ist, das sie vorher in ihrer Heimat besuchte, zudem behandeln sie im Gegensatz dazu ihre neuen Mitschülerinnen sowie das Personal freundlich und heißen sie willkommen. Die Schülerinnen sind dabei in zwei Gruppen unterteilt: Einige mögen die gutherzige Mademoiselle Julie, die das Pensionat leitet und zudem Literatur unterrichtet, während die anderen zu Mademoiselle Cara halten, der Co-Direktorin, die sich gegenüber anderen herrisch verhält, von der Deutschlehrerin Frau Riesener manipuliert wird, gesundheitlich angeschlagen ist und von Julie besessen zu sein scheint, allerdings zu den Schülerinnen dennoch nett sein kann.
Cara versteht sich schnell gut mit Olivia, die bald zu einer ihrer Lieblingsschülerinnen wird. Eines Tages zeigt sie ihr ein Fotoalbum verschiedener Jahrgänge des Pensionats. Als Olivia ein Porträtfoto eines Mädchens sieht, schwärmt sie für dieses, worauf Cara verärgert reagiert und sich danach in ihrem Zimmer einschließt. Eine Mitschülerin erklärt der verwunderten Olivia, dass es sich bei der Jugendlichen um Laura handelt, die ebenfalls aus Großbritannien stammt, das Pensionat für kurze Zeit verlassen hat und Julies Lieblingsschülerin ist. Etwas später liest Julie ihrer Klasse aus Andromache vor, wobei sich Olivia zu ihrer Lehrerin hingezogen fühlt.
Olivias Gefühle für Julie beginnen sich nur zu verstärken, als sie von dieser zu einem Tagesausflug nach Paris mitgenommen wird. Kurz darauf kehrt Laura ans Pensionat zurück und freundet sich mit Olivia an. Diese fragt sie irgendwann, ob sie in Julie verliebt sei. Obwohl Laura dies verneint, gesteht sie, durchaus Gefühle für ihre Lehrerin zu empfinden. Einige Tage darauf bekommt Laura einen Streit zwischen Julie und Cara mit. Letztere wirft Julie vor, ihre Gefühle für sie nicht zu erwidern und sie zu vernachlässigen. Zudem bringt sie ihre Eifersucht auf Olivia und Laura zum Ausdruck, die beide Julie liebten. In derselben Nacht betritt Julie Olivias Zimmer und küsst sie auf die Augen, bevor sie schlafen geht. Olivia küsst ihr daraufhin leidenschaftlich die Hände, was Julie als Zeichen übertriebener Zuneigung abtut.
Kurz vor Weihnachten beschließt Laura, das Pensionat endgültig zu verlassen. Sie erklärt Olivia, Caras Eifersucht nicht auszuhalten, und warnt ihre Freundin, vorsichtig zu sein. Nach ihrer Abreise begibt sich Olivia in Julies Zimmer und gesteht ihr, in sie verliebt zu sein, worauf diese zurückhaltend reagiert. Etwas später küsst Julie eine Schülerin bei einer Weihnachtsfeier auf den Hals und wird dabei von Olivia beobachtet. Julie verspricht ihr, nachts in ihr Zimmer zu kommen und ihr „etwas Süßes“ zu geben. Allerdings hält sie sich nicht daran, weswegen Olivia sie am nächsten Abend in ihrem Büro zur Rede stellt. Julie behauptet, sie zu ihrem Schutz nicht besucht zu haben, danach lässt sie Olivia allein. Diese ist hiervon schwer enttäuscht, legt sich auf den Teppich vor dem Kamin und weint, wobei sie schließlich einschläft.
Schließlich wird die schlafende Olivia von Cara gesehen, die sie wutentbrannt angreift und als Enttäuschung beschimpft. Als Julie hinzukommt und die beiden trennt, wirft Cara ihr vor, regelmäßig nachts die Schülerinnen aufzusuchen. Kurz darauf gibt Julie bekannt, das Pensionat verlassen zu wollen. Vor einem Notar tritt sie die Leitung von Les Avons an Cara ab und will ihr monatlich Geld zukommen lassen. In ihrer letzten Nacht im Pensionat geht Julie erneut in Olivias Zimmer und gesteht ihr ihre Liebe. Kurz darauf fordert sie Olivia auf, Hilfe zu holen, da sie Cara tot aufgefunden hat. Diese hat sich mit einer Überdosis Chloral das Leben genommen. Julie ist völlig aufgelöst und bezeichnet Cara als einzige Person, die sie je wirklich geliebt hat. Am Ende des Films verlässt Olivia Les Avons, wobei auch Julies Weggang angedeutet wird.

## Produktion
Jacqueline Audry war neben Alice Guy-Blaché und Germaine Dulac die einzige bekannte Regisseurin im Nachkriegsfrankreich. Anfang der 1950er Jahre beschloss sie, den weltweiten Bestseller und einzigen Roman Olivia der britischen Schriftstellerin Dorothy Bussy zu verfilmen. Dieser war 1949 beim von Virginia Woolf und ihrem Ehemann Leonard Sidney Woolf gegründetem Verlag Hogarth Press erschienen. In diesem schilderte die Autorin ihre Erfahrungen als Schülerin auf dem Internat Les Ruches in der französischen Gemeinde Fontainebleau. Die Leiterin Mademoiselle Julie im Buch war dabei an Marie Souvestre angelehnt, Bussys Schuldirektorin, der eine lesbische Beziehung nachgesagt wurde. Bussy hatte das Manuskript, bei dessen Verfassen sie sich auch vom deutschen Film Mädchen in Uniform inspirieren ließ, bereits im Jahr 1934 fertig gestellt, die Veröffentlichung allerdings 15 Jahre hinausgezögert, weil ihr enger Freund André Gide es in einem Brief als nicht sehr fesselnd bezeichnete. Das Buch war vor allem im Vereinigten Königreich erfolgreich, wurde in Frankreich von der Öffentlichkeit trotz eines Vorworts der damals populären Schriftstellerin Rosamond Lehmann allerdings kaum wahrgenommen.
Obwohl Audry bereits bekannte Filme wie Einsamer Sonntag veröffentlicht hatte, gestaltete sich die Finanzierung von Olivia für die Produktionsfirma Memnon Films schwierig. Dies lag neben der Thematik der Homosexualität vor allem an Audrys Gewohnheit, Produktionen mit aufwendigen Kostümen, detaillierten Szenenbildern und bekanntem Ensemble zu drehen. Schließlich lag Memnon Films der Crédit National, einer Bank, bei der sie um ein Darlehen baten, einen Kostenplan vor, in dem allein für die Gagen der drei Hauptdarstellerinnen, den bereits bekannten Edwige Feuillère und Simone Simon sowie der britischen Newcomerin Marie-Claire Olivia, über sieben Millionen Francs eingeplant waren. Die Crédit National genehmigte den Kredit unter zwei Bedingungen: Der Film sollte die staatliche Zensur passieren und zudem ein zufriedenstellendes Ende haben. Als Drehbuchautorin beauftragte Audry ihre Schwester Colette, mit der sie öfters zusammenarbeitete und die das Drehbuch zusammen mit ihrem Schwager Pierre Laroche verfasste.

## Rezeption
In der Internet Movie Database erreichte der Film eine Bewertung von 6,9 von zehn Sternen basierend auf 450 abgegebenen Stimmen. Auf Rotten Tomatoes beträgt der Kritiker-Wert 100 Prozent basierend auf zehn Kritiken, die Zuschauer-Wertung 71 Prozent basierend auf vier Stimmen.

### Rezeption nach der Veröffentlichung
Die Kritikerstimmen nach der Veröffentlichung waren eher gespalten. Obgleich Edwige Feuillère für ihr Spiel, das ihr 1953 eine BAFTA-Nominierung in der Kategorie Beste ausländische Schauspielerin einbrachte, Lob von Kritikern erhielt, die diese Rolle oft als ihre beste betrachteten, zeigten sich einige darüber enttäuscht, dass sie sich für einen „obszönen“ Film habe überreden lassen. Viele Rezensionen störten sich auch an der Tatsache, dass weibliche Homosexualität im Film sehr direkt dargestellt wurde, ohne diese moralisch zu bewerten. So bezeichnete die Wochenzeitung Aux écoutes den Film als „Schweinerei“. Es wäre besser, ein „schöner Malabar“ würde im Internat Ohrfeigen verteilen, um die Mädchen wieder „der Natur gemäß“ heterosexuell werden zu lassen. Zudem war die Abwesenheit von männlichen Figuren nach Ansicht anderer Kritiker der Grund für die angebliche Mittelmäßigkeit des Films.

### Zeitgenössische Rezeption
Ekkehard Knörer bezeichnete den Film im Perlentaucher als Qualitätskino. Schon die erste Einstellung sei wunderbar elegant, dem Film fehle es weder an  „weichgezeichneten Nahaufnahmen“ noch an „bis zum Ersticken plüschiger Ausstattung“, was einem Theaterstück gleichkomme und hohe Kinokunst sei. Zudem bilde der Film in erstaunlich unverblümten Bildern und Worten das Begehren zwischen Lehrerinnen und Schülerinnen ab, weswegen Olivia sowie der Regisseurin Audry ein wichtiger Platz in der Filmgeschichte zustehe. Jens Hinrichsen vom Filmdienst war der Ansicht, dass die Produktion nicht nur wegen der Darstellung von weiblicher Homosexualität, sondern auch durch das feinsinnige Spiel der Darstellerinnen in die französische Kinogeschichte einging. Robert Abele schrieb in der Los Angeles Times, dass der Film es verdiene, wiederentdeckt zu werden. Audry wechsle gut zwischen der Darstellung von Sinnlichkeit und tabuisierter Liebe inklusive derer Folgen. Olivia sei eine exquisit transparente und unvoreingenommene Coming-of-Age-Geschichte. Obwohl John Defore in der The Hollywood Reporter Marie-Claire Olivias Spiel als „zu blauäugig“ bewertete, lobte er Feuillère, die der Höhepunkt des Films sei und das Wesen ihrer Figur perfekt vermittle, zudem sorgten Yvonne De Bray und Suzanne Dehelly für „willkommen ironisches Geplänkel“, das die angespannte Handlung auflockere. Laut François Forestier von der L’Obs habe der Film die Atmosphäre einer „lesbischen Bonbonniere“. Olivia sei ein in der Form klassischer Kinofilm mit genau eingestellten Kamerabewegungen und Kulissen ohne Unebenheiten, was auch das markanteste am Film sei. Es sei richtig, die Produktion zu restaurieren und wieder bekannter zu machen, selbst wenn es sich bei ihr nicht um ein Meisterwerk handle. Camille Nevers verglich den Film in der Libération mit Suspiria, da beide Filme von einer jungen Internatsschülerin handeln, allerdings sei der Vergleich nicht ganz passend, da weibliche Homosexualität in Suspiria wenn überhaupt nur noch zur Darstellung von Boshaftigkeit diene. Olivia sei verstörend direkt und erlaube sich auch kein Urteil zu den Handlungen der Figuren. Zudem lobte Nevers das Spiel der Hauptdarstellerinnen, Audrys Figurenzeichnung sowie die Filmmusik. Letztendlich sei Olivia kostbar und geheimnisvoll.